# Вайгерсдорф
Вайгерсдорф или Ву́кранчицы (нем. Weigersdorf; в.-луж. Wukrančicyо файле) — деревня в Верхней Лужице, Германия. Входит в состав коммуны Хоэндубрау района Гёрлиц в земле Саксония. Подчиняется административному округу Дрезден.

## География
Находится примерно в десяти километрах на север от города Вайсенберг. На юге от деревни проходит федеральная дорога 4.
Соседние населённые пункты: на северо-востоке — деревня Дубо, на севере — деревня Долга-Боршч коммуны Мюка, на востоке — деревни Липинки, Каментна-Вольшинка, Холм коммуны Квицдорф-ам-Зе, на юго-востоке — деревни Радшов и Горне-Брусы.

## История
Впервые упоминается в 1334 году под наименованием Wecnandisdorff.
С 1848 по 1854 года в деревне служил лютеранский пастор Ян Килиан, организовавший группу лужичан из 558 человек, эмигрировавших в США и основавших в Техасе населённый пункт Сербин.
С 1995 года входит в состав современной коммуны Хоэндубрау.
В настоящее время деревня входит в состав культурно-территориальной автономии «Лужицкая поселенческая область», на территории которой действуют законодательные акты земель Саксонии и Бранденбурга, содействующие сохранению лужицких языков и культуры лужичан.
Исторические немецкие наименования
- Wecnandisdorff, 1334
- Wiknantstorf, Wickmansdorf, 1419
- Weygeßdorff, 1488
- Weygesdorf, 1527
- Weichmannsdorf, 1529
- Weygersdorff, 1658
- Weigersdorff, 1733
- Weigersdorf, 1791

## Население
Официальным языком в населённом пункте, помимо немецкого, является также верхнелужицкий язык.
Согласно статистическому сочинению «Dodawki k statisticy a etnografiji łužickich Serbow» Арношта Муки в 1884 году в деревне проживало 625 человек (из них — 530 серболужичан (85 %)).
Лужицкий демограф Арношт Черник в своём сочинении «Die Entwicklung der sorbischen Bevölkerung» указывает, что в 1956 году при общей численности в 1045 человек серболужицкое население деревни составляло 25,4 % (из них верхнелужицким языком активно владело 200 человек, 29 — пассивно и 36 несовершеннолетних владели языком).
| 1825 | 1871 | 1885 | 1905 | 1925 | 1939 | 1946 | 1950 | 1964 | 1990 | 2011 |
| ---- | ---- | ---- | ---- | ---- | ---- | ---- | ---- | ---- | ---- | ---- |
| 332  | 646  | 616  | 621  | 721  | 878  | 1104 | 1086 | 958  | 1070 | 428  |